# Fiona Tuite
Pas d'image ? Cliquez ici

a Compétitions nationales et continentales officielles uniquement.

b Matchs officiels uniquement.
Fiona Tuite, née le 27 décembre 1996 à Dublin (Irlande), est une joueuse internationale irlandaise de rugby à XV évoluant au poste de deuxième ligne.

## Biographie
Fiona Tuite naît le 27 décembre 1996 à Dublin en Irlande. Elle joue en 2024 au club du Old Belvedere RFC et pour la province d'Ulster,. Elle joue également depuis 2024 avec les Wolfhounds en Celtic Challenge.
Elle cumule, à la fin de l'été 2024, six sélections en équipe d'Irlande quand elle est retenue pour le WXV 1 au Canada.
Elle est en couple avec le joueur de l'Ulster Eric O'Sullivan,.

## Palmarès
- Vainqueure du Celtic Challenge en 2024 et 2025